# János Kádár
János Kádár, nato János József Czermanik (Fiume, 26 maggio 1912 – Budapest, 6 luglio 1989), è stato un politico ungherese.
Fu a capo della Repubblica Popolare d'Ungheria dal 1956 al 1988.

## Biografia

### Primi anni
Nacque a Fiume, allora parte dell'Impero austro-ungarico, nell'ospedale civico di Santo Spirito, come figlio naturale di János Krezinger, militare di origine contadina proveniente da Pusztaszemes (contea di Somogy) e di Borbála Czermanik, anch'essa di umile estrazione, nata a Ógyalla, oggi Hurbanovo, nella distretto di Komárno (nell'attuale Slovacchia). La madre faceva la cameriera d'albergo ad Abbazia.
La famiglia materna era di origine ungherese-slovacca, mentre gli avi paterni provenivano dalla Germania. Nei successivi documenti il cognome sarà mutato in Csermanek, di più facile pronuncia per i magiarofoni, e dal 1945 assumerà ufficialmente quello di Kádár. A Fiume rimase appena tre mesi: i genitori lo mandarono già nel 1912 a Pusztaszemes presso parenti del padre, che lo rifiutarono. Kádár visse così i primi sei anni in una famiglia di Kapoly.
Nel 1918, la madre si trasferì a Budapest e prese il figlio con sé: Kádár intraprese gli studi abbandonandoli dopo soli otto anni, nonostante la lettura fosse, assieme al calcio e agli scacchi, una delle tre passioni che lo accompagnarono da ragazzo. Andò a lavorare, ma l'impiego come meccanico di macchine da scrivere durò poco; perse il lavoro nel 1929 a causa della drammatica situazione finanziaria che in quell'anno si era materializzata nella Grande depressione e che attanaglierà il mondo intero per molto tempo. In questo periodo il giovane ebbe i primi contatti con le manifestazioni popolari. Durante una di queste fu coinvolto in una rissa, che ricorderà con orgoglio come situazione che lo mise per la prima volta a contatto «con la classe operaia combattente».
Due anni più tardi, entrò nella KIMSZ, la Federazione ungherese dei giovani lavoratori comunisti, entrando nella "lista nera" del regime di Miklós Horthy. Già nel 1931 conobbe la prigionia, arrestato una prima volta a novembre per essere rilasciato nel febbraio successivo. Assunse, in seno alla Federazione, un ruolo prominente con lo pseudonimo di Barna. L'attività sovversiva portò Kádár a un nuovo arresto il 26 giugno 1933 cui seguì la condanna a due anni di carcere. Al principio del 1934 fu espulso dal KIMSZ con l'accusa di aver rivelato alla polizia di Horthy notizie circa la sua azione clandestina.
La giovinezza di Kádár continuò ad essere legata ad esperienze di prigionia. Il 24 gennaio 1935 fu rimesso in libertà, ma non passò mezzo anno che dovette conoscere nuovamente la reclusione. Incarcerato a Budapest, fu trasferito a Seghedino il 2 febbraio 1937, dove conobbe Mátyás Rákosi, che dopo la guerra instaurò nello stato una forte dittatura stalinista. Infine il 19 giugno 1937, dopo sei mesi passati dietro le sbarre, Kádár fu definitivamente scarcerato.
Durante la seconda guerra mondiale fu uno tra i più agguerriti organizzatori e sostenitori della resistenza al nazismo. Nel 1951 fu nuovamente incarcerato per aver assunto un atteggiamento filojugoslavo a sostegno di Tito che nel 1948 era stato condannato dal Cominform. Fu scarcerato dopo la morte di Stalin, nel 1954,  grazie all'intervento di Imre Nagy.

### A capo dell'Ungheria
Fu segretario del comitato centrale del Partito Comunista Ungherese durante la rivoluzione del 1956. Inizialmente Kádár, pur non parteggiando mai in favore degli insorti, fece delle dichiarazioni che esprimevano simpatia nei loro confronti, poi dopo la presa del potere in sostituzione di Nagy, decise di schierarsi apertamente dalla parte dell'Unione Sovietica, preferendo evitare dei sovvertimenti che potessero mettere a repentaglio l'assetto istituzionale ungherese.
Chiese l'intervento militare dell'Armata Rossa in aiuto del governo socialistaː " Il governo rivoluzionario operaio-contadino ungherese, nell'interesse del nostro popolo, della classe operaia e del paese, ha chiesto al comando dell'armata sovietica di aiutare la nostra nazione a schiacciare le forze sinistre della reazione e a ristabilire l'ordine e la calma" Il suo atteggiamento, da quel momento, fu ostile nei confronti degli insorti e contrario a discutere qualsiasi loro richiesta. La repressione causò duemilacinquecento morti; Imre Nagy e il suo ministro della difesa Pál Maléter furono giustiziati.
Come segretario generale, o primo segretario, dell'allora Partito Socialista Operaio Ungherese, fu de facto il capo dello stato ungherese dal 1956 al 1988. Dal 1961 ridivenne presidente del Consiglio e gestì il nuovo corso della Repubblica Popolare d'Ungheria, favorendo una timida economia di mercato e la diffusione dei beni di consumo; rilanciò il turismo e intraprese aperture all'Occidente. Tra il 1962 e il 1963, a seguito dell'VIII Congresso del Partito Socialista Operaio Ungherese promulgò un'amnistia per i detenuti politici della Rivoluzione del 1956.
Successivamente alla "normalizzazione" si distinse per una politica economica aperta nei confronti del libero mercato, che condusse l'Ungheria negli anni settanta ad essere il paese del blocco socialista con la migliore qualità di vita. Fu autore di una politica caratterizzata da numerose aperture e concessioni al liberalismo. Questo suo peculiare approccio politico al marxismo è stato spesso definito come "comunismo Goulash", dal nome del piatto tipico ungherese. 

### Dimissioni e morte
Kádár mantenne il potere in Ungheria fino al "colpo di stato dell'apparato" nella primavera del 1988, quando si dimise sotto pressione dalla carica di Segretario Generale a causa delle crescenti difficoltà economiche e delle sue condizioni di salute precarie. A una conferenza del partito tenutasi a Budapest il 22 maggio 1988, durante la quale anche una mezza dozzina di suoi collaboratori del Politburo furono rimossi, Kádár annunciò le proprie dimissioni e fu ufficialmente sostituito nella carica di Segretario Generale dal Primo Ministro Károly Grósz, il quale cercò di proseguire le politiche di Kádár in una forma modificata, adattata alle nuove circostanze. Kádár fu nominato invece "Presidente del Partito", un titolo più che altro di tipo onorifico senza particolari prerogative.
A maggio del 1989, Kádár mostrava segni inequivocabili di decadimento mentale; i suoi discorsi, sempre più incoerenti, stavano diventando motivo di imbarazzo. I medici lo incoraggiarono a prendersi una vacanza in Crimea, ma Kádár esitò. L'8 maggio si ritirò ufficialmente dalla carica. 
Il 12 aprile 1989, Kádár apparve inaspettatamente e tenne un discorso sconclusionato e incoerente durante una riunione a porte chiuse del Comitato Centrale. Invocando il "diritto all'ultima parola", volle confessare le sue trattative a Mosca nel 1956 (di cui non aveva mai parlato pubblicamente) e la condanna e l’esecuzione di Imre Nagy. Un'interpretazione dei pensieri di Kádár fu offerta da Mihály Kornis, che tenne una conferenza su János Kádár. Secondo la testimonianza di Miklós Németh, tra la fine di maggio e l'inizio di giugno 1989, poche settimane prima della sua morte, Kádár chiese a un sacerdote cattolico romano di ascoltare la sua confessione, gesto che alcuni hanno interpretato come un possibile segno di rivelazione interiore e conversione al cristianesimo.
János Kádár morì di cancro il 6 luglio 1989 all'età di 77 anni, tre mesi prima della fine formale del regime che in gran parte aveva creato.
La tomba di Kádár al Cimitero Kerepesi di Budapest fu profanata il 2 maggio 2007: diverse sue ossa, compreso il cranio, furono dissotterrate e rubate, insieme all’urna della moglie, Mária Tamáska. Accanto fu scritto un messaggio: "Gli assassini e i traditori non possono riposare in terra consacrata 1956–2006" (preso da una canzone intitolata "Neveket akarok hallani" della band rock Kárpátia). Le due date si riferiscono rispettivamente alla Rivoluzione ungherese del 1956 e alle proteste in Ungheria del 2006.
Questo gesto suscitò un'ondata di sdegno diffuso in tutto lo spettro politico e sociale ungherese. Le indagini della polizia si concentrarono su gruppi estremisti di destra che aspiravano a “compiere un’azione che facesse esplodere un caso mediatico.”

## Opere
- János Kádár, Socialismo e democrazia in Ungheria, Corvina Kiadó, Budapest, 1984.

## Curiosità
- Intervistato a Mixer da Giovanni Minoli nel 1984, alla domanda su chi fosse la personalità internazionale cui andava la sua preferenza tra quelle in vita, Enrico Berlinguer rispose János Kádár. Tito era scomparso da qualche anno, altrimenti il favore del segretario del PCI sarebbe andato a lui.[10]